# Lubnica (Rosja)
Lubnica (ros. Любница) – wieś (dieriewnia) w Rosji, w obwodzie nowogrodzkim, w rejonie wałdajskim. W 2021 liczyła 344 mieszkańców.